# 奉口村
奉口村，中国浙江省杭州市余杭区仁和街道所辖的一个行政村。总面积2.2平方公里，包含7个自然村，总人口1951人。耕田面积1450亩。行政区划代码330110009216。宣杭铁路经过该村。